# كا بيسارو

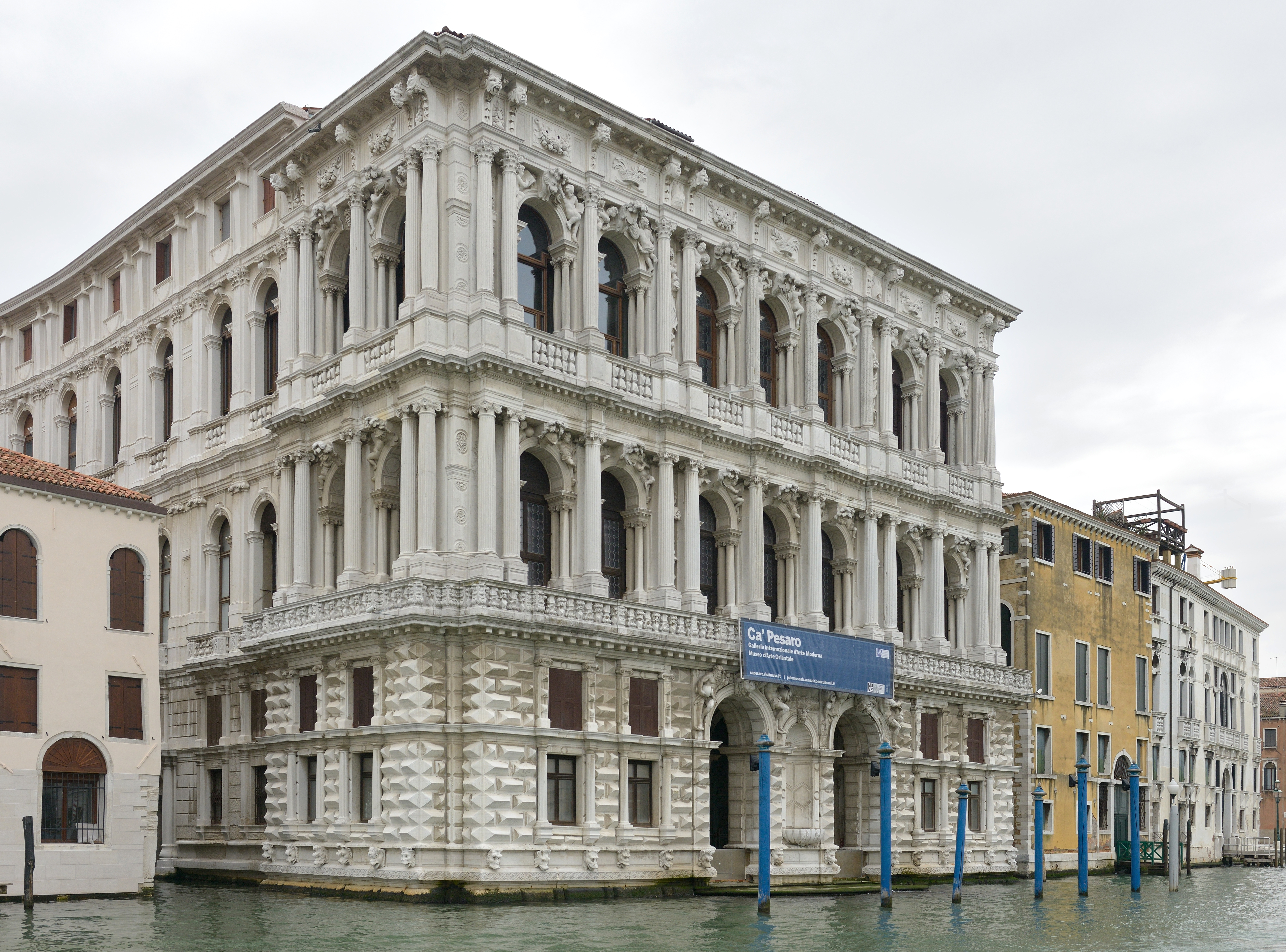
كا بيسارو في البندقية.

كا بيسارو (بالإيطالية: Ca' Pesaro)‏ هو قصر باروكي من الرخام يواجه القناة الكبرى في البندقية. صممه بالداساري لونغينا في منتصف القرن السابع عشر، واكتمل البناء من قبل جيان انطونيو جاسباري في 1710. الاستخدام الكثيف للأعمدة يتناقض مع عمل لونغينا الأكثر أناقة كا ريتسونيكو.